# Baby Dolls Behind Bars
Baby Dolls Behind Bars ist eine US-amerikanische erotische Kriminalkomödie des Regisseurs Fred Olen Ray (unter dem Pseudonym Nicholas Medina) aus dem Jahr 2012. Er parodiert das Filmgenre der Frauengefängnisfilme.

## Handlung
Die berüchtigte Diebin Maggie Grey wird verdächtigt, weiterhin an Diebstählen beteiligt zu sein, obwohl sie nach einem misslungenen Einbruch bereits im Gefängnis sitzt. Um die Umstände der weiterhin stattfindenden Diebstähle aufzuklären, wird die junge Polizeibeamtin Sissy Dunlop undercover in dasselbe Gefängnis eingeschleust, in dem auch Maggie Grey sitzt. Hierzu wird sie in einem vorgespielten Gerichtsverfahren wegen Diebstahls zu 20 Jahren Haft verurteilt und an die Justizvollzugsbeamtin Grell übergeben. Es stellt sich heraus, dass Grell gemeinsam mit ihrem Häftling Grey die Diebstähle durchführt und auch Sissy Dunlops Vorgesetzter Inspector Hartford beteiligt ist. Grey und Grell geben vor, Sissy am nächsten Raubzug teilnehmen zu lassen, hintergehen sie jedoch während der Fahrt und versuchen, ihr sämtliche Diebstähle anzuhängen. Sie kommt schließlich mit Hilfe ihres Anwalts Jack Randolph frei, nachdem dieser die Vollzugsbeamtin Grell verführt und schließlich ein Geständnis von ihr erhalten hat. 
Der Film beinhaltet insgesamt sieben Sexszenen, drei davon zwischen männlichen und weiblichen Protagonisten sowie drei zwischen zwei weiblichen Charakteren und eine Duschszene mit drei Darstellerinnen.

## Hintergrund
Produziert wurde der Film von der Produktionsgesellschaft Synthetic Filmwerx. Er wurde ab Sommer 2012 mehrfach zu festen Uhrzeiten und „on demand“ bei der Senderkette Cinemax ausgestrahlt. Außerdem wurde er durch Retromedia auf DVD als 3D-Film veröffentlicht.

## Rezeption
Der Film wurde überwiegend positiv bewertet. Insbesondere die Leistungen von Jazy Berlin, Erika Jordan sowie Christine Nguyen wurden positiv in Kritiken erwähnt. Bei Dr. Gore’s Movie Reviews fiel die Kritik negativ aus. Der Film wird als einer der schwächeren im Werk von Fred Olen Ray bezeichnet, insbesondere aufgrund der mangelnden Abwechslung im Vergleich zu anderen Erotikfilmen des Regisseurs. Lediglich die Darstellung von Christine Nguyen wird positiv hervorgehoben.